# Grimsargh
Grimsargh är en by och en civil parish i Preston i Lancashire i England. Orten har 2 653 invånare (2011). Byn nämndes i Domedagsboken (Domesday Book) år 1086, och kallades då Grimesarge.